# Ben Zolinski
Ben Zolinski (Berlino, 3 maggio 1992) è un ex calciatore tedesco, di ruolo attaccante.

## Caratteristiche tecniche
È un'ala destra.

## Carriera
Ha esordito in Bundesliga il 17 agosto 2019 disputando con il Paderborn l'incontro perso 3-2 contro il Bayer Leverkusen.